# The Mortal Instruments: City of Bones
The Mortal Instruments: City of Bones is een Canadese-Duitse jeugdfilm uit 2013 van Harald Zwart. Het is een verfilming van Stad van beenderen van Cassandra Clare, met Lily Collins en Jamie Campbell Bower in de hoofdrollen.

## Rolverdeling
- Lily Collins als Clary Fray
- Jamie Campbell Bower als Jace Wayland
- Kevin Zegers als Alec Lightwood
- Jemima West als Isabelle Lightwood
- Robert Sheehan als Simon Lewis
- Robert Maillet als Samuel Blackwell
- Kevin Durand als Emil Pangborn
- Godfrey Gao als Magnus Bane
- Lena Headey als Jocelyn Fray
- Harry Van Gorkum als Alaric
- CCH Pounder als Madame Dorothea
- Jared Harris als Hodge Starkweather
- Jonathan Rhys Meyers als Valentine Morgenstern
- Aidan Turner als Luke Garroway
- Stephen R. Hart als broeder Jeremiah
- Chad Connell als Lambert
- Elyas M'Barek als de Vampieren Leider